# Kerkhove
Kerkhove is een dorp in de Belgische provincie West-Vlaanderen en een deelgemeente van Avelgem, het was een zelfstandige gemeente tot aan de gemeentelijke herindeling van 1977. Kerkhove ligt in het oosten van de gemeente, langs de Schelde in het uiterste zuidoosten van de provincie, tegen de grens met Oost-Vlaanderen.
Door de ligging van de gemeente, namelijk vlak bij onder andere de Oude Kwaremont, de Varentstraat en de Kluisberg passeren elk jaar in het voorjaar door deze gemeente heel wat wielerwedstrijden.

## Geschiedenis

### Prehistorie
Reeds in de prehistorie was er een duidelijke menselijke aanwezigheid in de onmiddellijke omgeving van het dorp. In de jaren 1970 en 1980 werden grote hoeveelheden lithische artefacten opgegraven op de archeologische site Kerkhove-Kouter (tussen de dorpskernen van Kerkhove en Waarmaarde). Deze werden uitgebreid bestudeerd en gepubliceerd door prof. dr. Philippe Crombé van de UGent. Ook bij de grootschalige opgravingen in 2015, naar aanleiding van de aanleg van een nieuwe stuw, werden er terug heel wat prehistorische vondsten gedaan. Het gaat onder meer over pijlpunten, weerhaken, klingen en microlieten uit vuursteen. Al deze vondsten waren de gebruiksvoorwerpen van rondtrekkende jagers-verzamelaars, verschillende ervan zijn te dateren als mesolithisch (7000-5000 v.Chr.).

### Oudheid
Kerkhove is in archeologische kringen vooral bekend omdat er zich een Romeinse baanpost bevond, een nederzetting als tussenstop voor reizigers langs een heirbaan. Deze nederzetting lag tussen de dorpskernen van Kerkhove en Waarmaarde in, op de zogenaamde Kerkhove-Kouter. Van 1973 tot 2003 werden in deze zone intensief archeologische opgravingscampagnes georganiseerd, die zo grote delen van deze 1ste-3de-eeuwse Romeinse site hebben blootgelegd. Archeologen troffen er een groot aantal gebouwen aan die deel uitmaakten van een imposant administratief-logistiek centrum; drie architecturale bewoningsfasen konden onderscheiden worden. Mogelijk fungeerde de baanpost als inzamel- en verdeelcentrum van graan voor de legerkampen aan de noordelijke grens van het Imperium Romanum en als inzamelpunt van de jaarlijkse belastingen, de "annonae". Archeologische sporen wijzen tevens op de aanwezigheid van een haveninstallatie. In 1985 werd ook nog in het centrum van Kerkhove (in het verlengde van de site Kerkhove-Kouter) een Romeins brandrestengraf aangetroffen. Tijdens de opgravingen bij het nieuwe stuw in 2015 (zone tussen Kerkhove-Kouter en de Schelde) werd er terug een kleine hoeveelheid van stukken Romeins aardewerk aangetroffen. Deze nieuwe opgravingen wisten ook nieuw licht te schijnen op de reeds in de jaren 1970-1990 opgegraven restanten van de oude wegen uit de Romeinse periode. Onderzoekers konden zo vaststellen dat Kerkhove op een kruispunt van drie ingeplante wegen lag. Eén met een verbinding richting Bavay (Bagacum Nerviorum) in het huidige Noord-Frankrijk, de toenmalige hoofdplaats van de Civitas Nerviorum in Belgica Secunda; één richting Aardenburg in Zeeland, een toenmalig Romeins legerkamp of castellum; en één richting Oudenburg nabij Oostende, eveneens een toenmalig castellum.

### Germanen, Franken en Merovingers
Op de archeologische site Kerkhove-Kouter werd eveneens een verdergezette bewoning vastgesteld deels boven op de 'verlaten' Romeinse baanpost. Grote aantallen aardewerk, een grafveld en verschillende houten gebouwen zijn hiervoor de bewijzen. Er kan gesproken worden van een Frankisch-Merovingische nederzetting uit de 6de tot begin 8ste eeuw. Na of reeds tijdens deze periode moet de permanente bewoning uiteindelijk verschoven zijn naar de huidige locatie van de dorpskern van Kerkhove. Recent werden nieuwe brokstukken gevonden aan de zogenaamde bocht van Kerkhove. Mogelijks was deze site een versterkte halte dicht bij het water, bij de verovering van Doornik door Chlodio omstreeks 430. Stenen die wijzen op Frankische aanwezigheid worden samen met de deels bebouwde site aan verder onderzoek onderworpen.
Het merendeel van de archeologische vondsten uit de bovenvermelde periodes worden thans bewaard in het Regionaal Archeologisch Museum a/d Schelde (RAMS) te Waarmaarde; op de locatie van de site Kerkhove-Kouter worden tot op vandaag enkele Romeinse gebouwen aan het oppervlak gevisualiseerd.

### Middeleeuwen
Kerkhove werd voor het eerst vermeld in 1119, als Khercheoua. Het patronaatsrecht van de kerk werd toen geschonken aan de Abdij van Saint-Thierry bij Reims. Het dorp leed grote schade tijdens de godsdiensttwisten, wat leidde tot ontvolking op het einde van de 16de eeuw. Ook einde 17de eeuw had Kerkhove te lijden van oorlogshandelingen, nu in verband met de Negenjarige Oorlog.

### Moderne tijd
In 1835 werd een brug over de Schelde gebouwd die Kerkhove met Berchem verbond. Enige industrie kwam in Kerkhove door vestiging van de Molens 't Kindt in 1885; Zaadhandel Clovis Matton in 1932, en N.V. Dumoulin.

## Demografische ontwikkeling
- Bronnen:NIS, Opm:1831 tot en met 1970=volkstellingen; 1976 = inwoneraantal op 31 december

## Bezienswaardigheden
- De Sint-Amanduskerk is een neogotische kerk uit 1872.
- De Voldersveldhoeve in de Kruisstraat. De van oorsprong 16de-eeuwse hoeve was het centrum van het gelijknamige leenhof, dat afhankelijk was van de heerlijkheid van Dendermonde.
- Kerkhof van Kerkhove - Oude Plaats. Het Kerkhof is, samen met de verbouwde pastorij (1760) een overblijfsel van de oude Sint-Amanduskerk. Deze kerk, die aan een nu afgesloten bocht van de Schelde stond, werd rond 1872 gesloopt. Op het kerkhof wordt op een grafsteen verwezen naar (het begin van) een brug door de vermelding P.P. (pontis principium).
- Het Regionaal Archeologisch Museum a/d Schelde toont onder meer een openluchtvisualisatie van twee Romeinse gebouwen (2de-3de eeuw) op de kouterrug tussen de dorpskernen van Kerkhove en Waarmaarde.

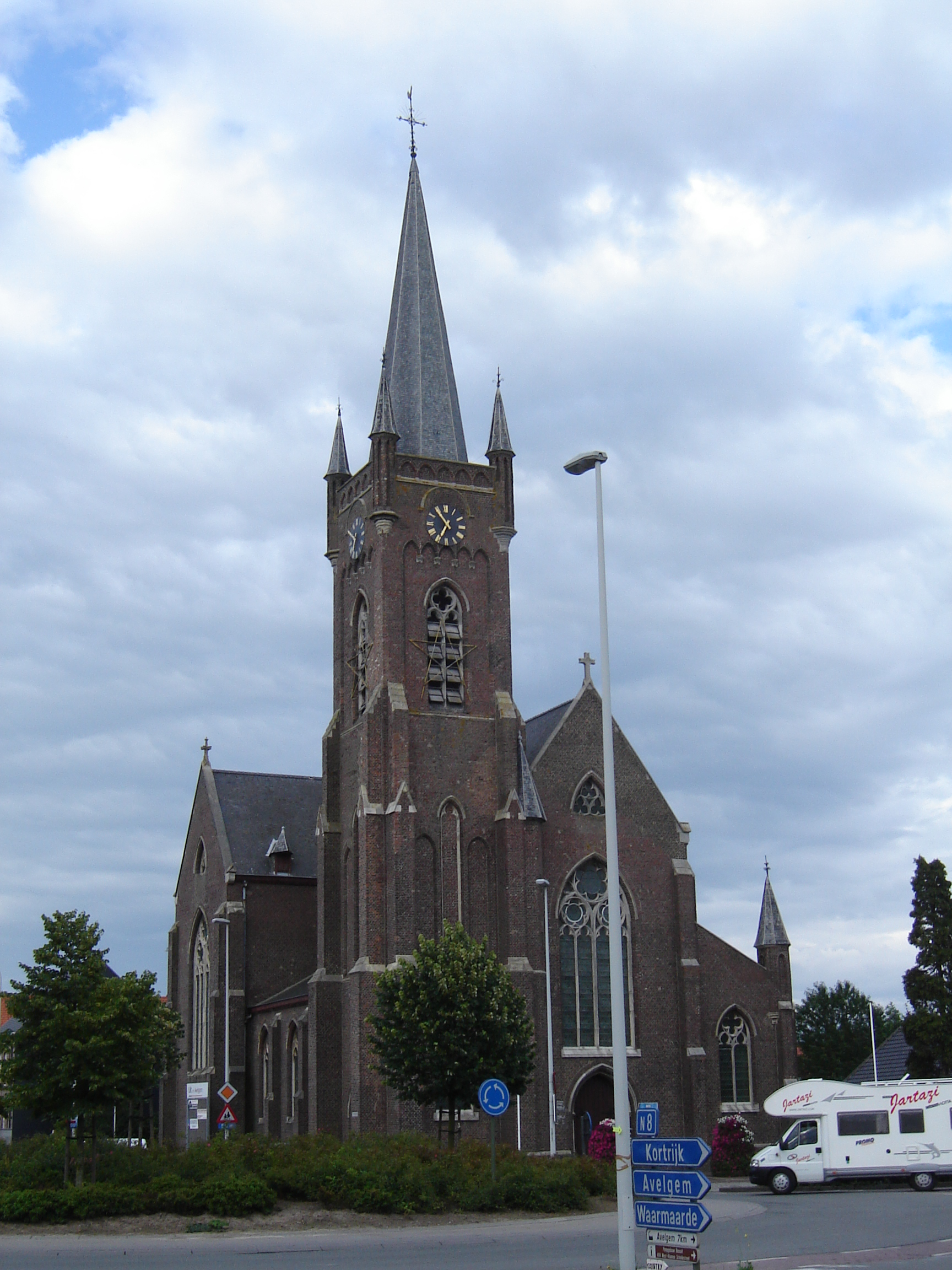
Sint-Amanduskerk
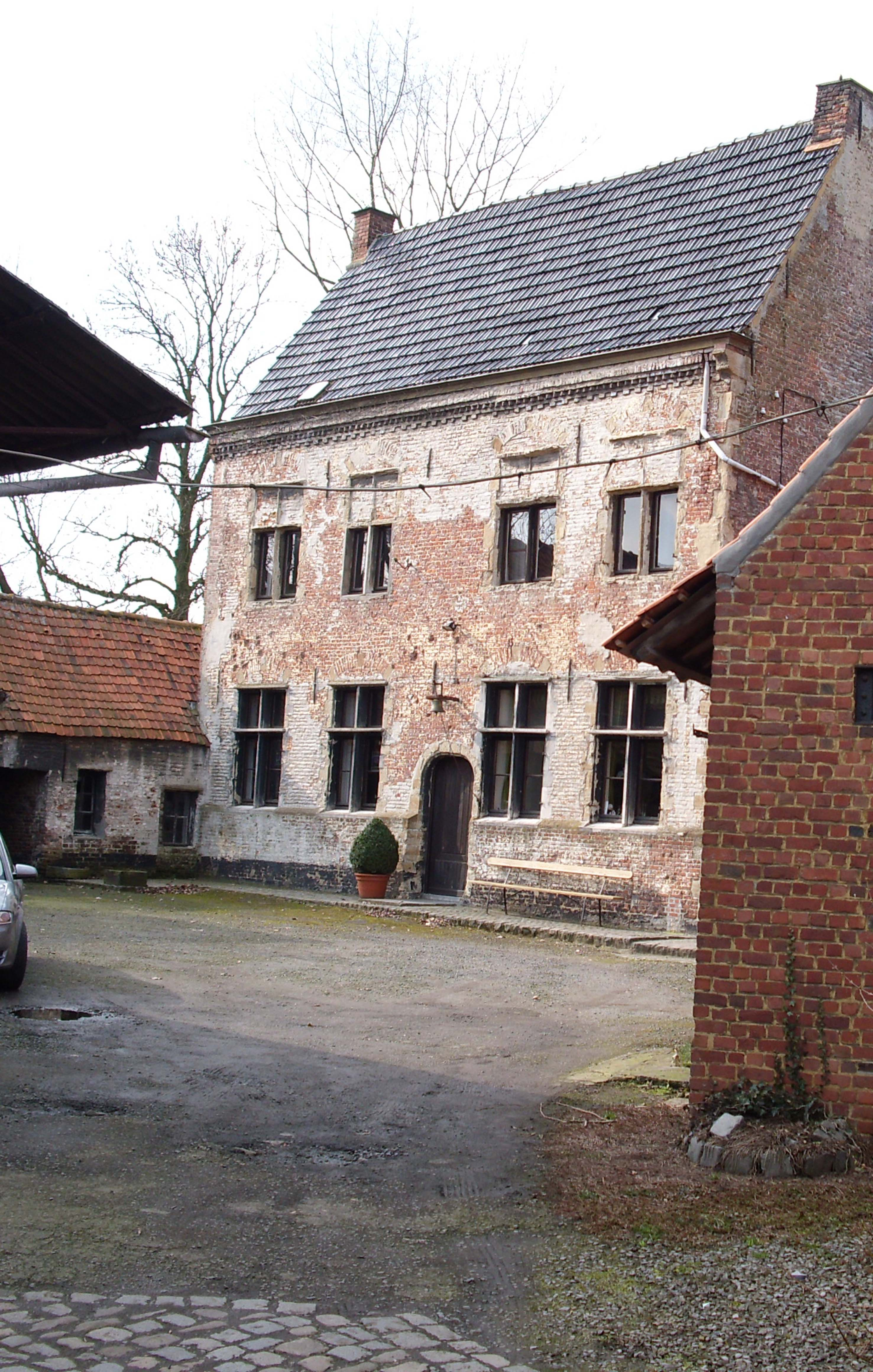
Voldersveldhoeve
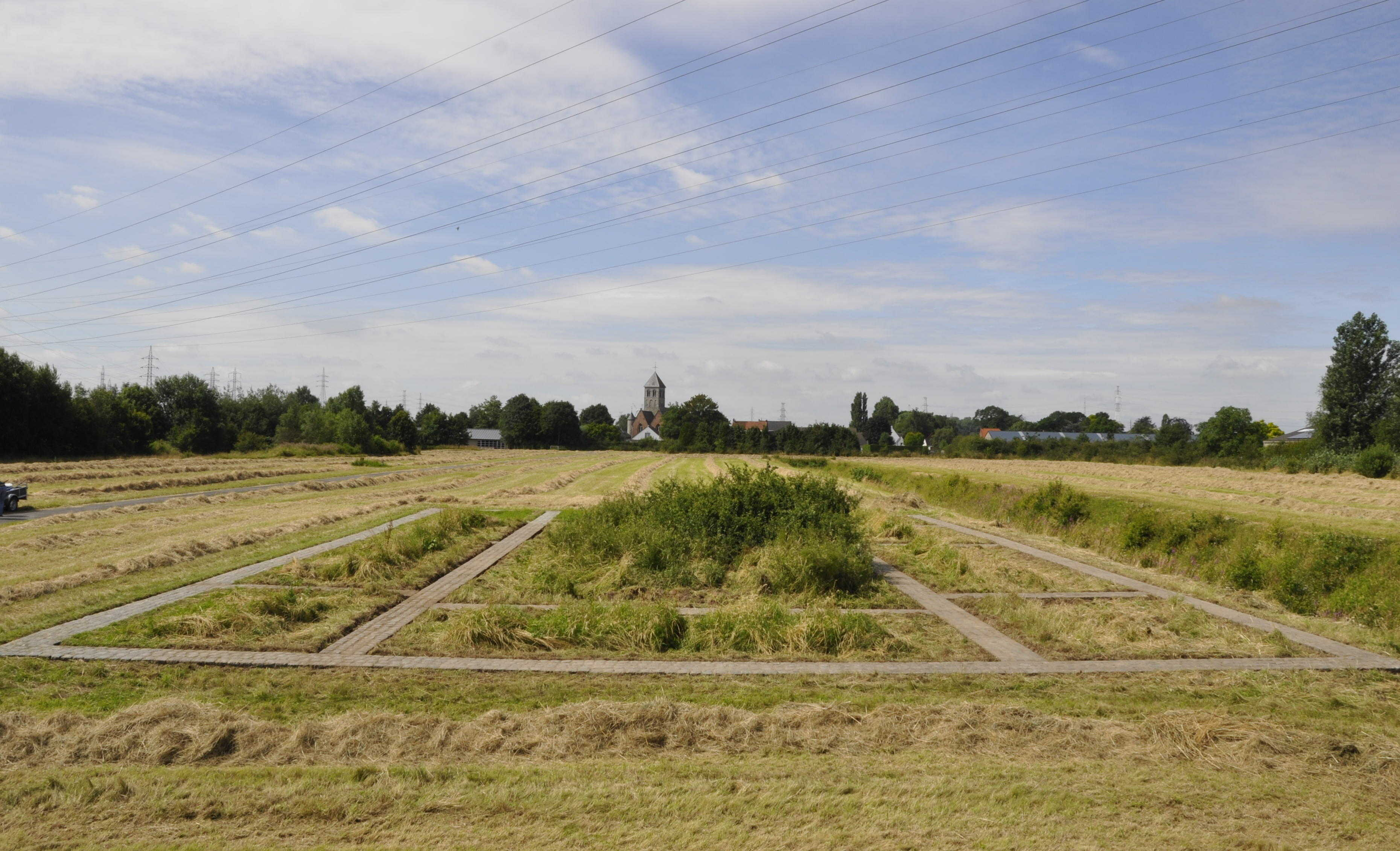
Openluchtvisualisatie Romeinse steenbouw

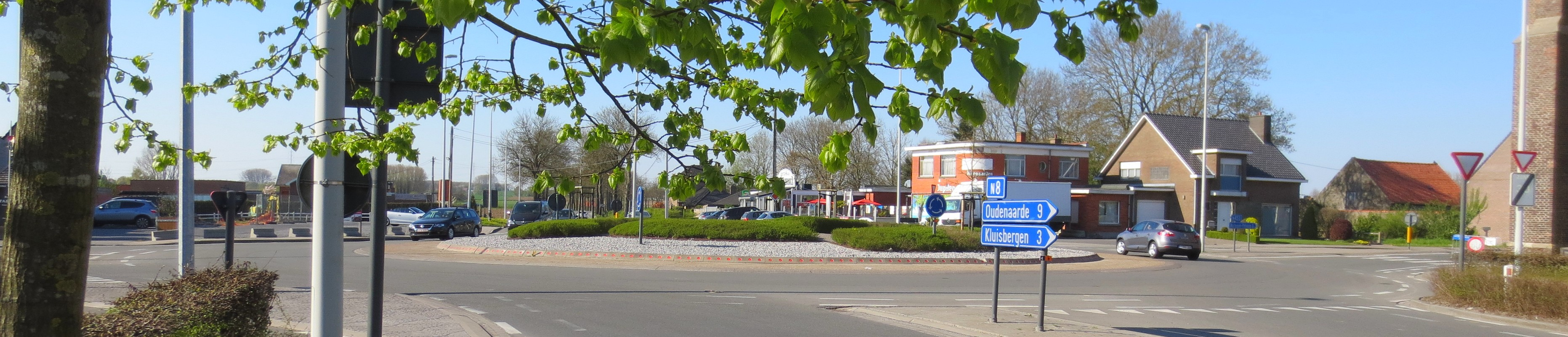
Kerkhove

## Natuur en landschap
Kerkhove ligt in Zandlemig Vlaanderen en in de vallei van de Schelde. Deze rivier werd in de 2e helft van de 19e eeuw nog rechtgetrokken. De hoogte bedraagt 12-20 meter.

## Sport
In 2017 was Kerkhove het enige West-Vlaamse dorp waar De Ronde Van Vlaanderen over een afstand van 2,2 km passeerde. Op 8,9 km van de finish passeren de renners hier traditioneel in volle finale.

## Bekende personen
- Petrus Haelvoet (1829-1900), orgelbouwer[11]

## Nabijgelegen kernen
Berchem, Kaster, Elsegem, Waarmaarde
Deelgemeenten: Avelgem · Bossuit · Kerkhove · Outrijve · Waarmaarde

Gehuchten: Rugge

Belgische gemeenten · Arrondissement Kortrijk · West-Vlaanderen · Vlaanderen